# Ischyromys
Ischyromys és un gènere de mamífer rosegador extint de la família dels isquiròmids. Visqué a Nord-amèrica a finals de l'Eocè i principis de l'Oligocè. Es tractava d'un animal d'uns seixanta centímetres de longitud, d'aspecte similar al d'un ratolí. Tenia un parell d'incisives ben desenvolupades i cinc dits amb urpes a cada pota, que li servien per enfilar-se als arbres.